# 華東正音通釋韻考
《華東正音通釋韻考》(화동정음통석운고)，簡稱《正音通釋》(정음통석)，記錄了當時在朝鮮半島的口語語音，是研究中世朝鮮語語素的重要參考資料。
正音通釋全書採用活字印刷，有兩卷一冊。韻書於英祖23年(1747年)時奉王命而刊行；正祖11年(1787年)再刊，並加上御製序文。正音通釋是首部按照韓語的初聲、中聲及終聲來分類的韻書。

## 外部連結
- [數碼諺文博物館].[]